# Keen: One Girl Army
『Keen: One Girl Army』（キーン ワン ガール アーミー）は、ブラジルのインディーゲームスタジオCat Nigiriが開発したアクションパズルゲーム。伝説の女戦士の末裔である少女キムが主人公で、故郷の村の平和を脅かそうとする秘密結社の陰謀に立ち向かう冒険が描かれている。

## システム
キムはローラースケートを履いており、移動時には常に一直線上を障害物にぶつかるまで進む。移動途中で止まったり方向転換したりすることはできない。ゲームの進行はターン制で、キムの行動と敵の行動が交互に行われる。キムは1ターンで数マス分の直線移動ができるが、敵は基本的に1ターンで1マス分移動する。
後述のようにキムは様々なスキルを用いる。最初から使用可能な「スラッシュアタック」と「クロスアタック」以外はステージ選択マップの通常ルートから脇道にそれた場所にある各神殿をクリアすることで入手できるが、神殿に入るには各ステージにあるアイテム「オーバイト」を指定個数以上集める必要がある。

## スキル
「*」がついているスキルを使用できるのは基本的に1度だけだが、ステージ内のセーブ地点を通過すると再び使用可能となる。
スラッシュアタック
移動時の経路にいる敵に対し、すり抜けと同時に2ダメージを与える。移動先のマスに何もない時のみ使用可能。
クロスアタック
移動後のマスで上下左右に隣接する敵全員に1ダメージを与え、同時に1ターン動きを止める。
コンバットヒール
1度の移動で3体の敵を同時に倒した時にライフが1つ分回復する。「忍耐の神殿」で入手。
クロスブラスト*
キムがいるマスの縦横1列の敵全員に2ダメージを与える。「武勇の神殿」で入手。
グローバルスタン*
画面上の敵全員に1ダメージを与え、同時に1ターン動きを止める。「知覚の神殿」で入手。
エネルギーシールド*
敵の攻撃を1度だけ無効化するシールドを自動的に張る。「勇気の神殿」で入手。
リターンダメージ
敵から直接攻撃された時、同時に敵に1ダメージを与える。「報復の神殿」で入手。
ヒールポーション*
ライフを全回復する。「活力の神殿」で入手。
なお、スキルではないが、エンディング到達後に行けるようになる「全備の神殿」をクリアすると「キティースーツ」を入手し、「オババの修行道場」にいるネコ（Cat Nigiriのマスコットキャラクター）と話せるようになる。

## 主な登場人物
キム (Kim)
主人公の少女。8歳。500年前に故郷の村を悪の存在から救った女戦士の末裔で、頬には一族の者であることを示すピンク色のハートのあざが浮かんでいる。
生まれて間もない頃に母親（カアサン）が自身のもとを離れて以来行方不明となり、その姿は写真でしか見たことがない。
オババ (Gramma)
キムの祖母。自身の道場でキムに技の数々を教える。
Mr. ビーバー (Mr. Beaver)
ビーバーのような姿の人物。キムの行く先々に現れ、神殿の位置に関する情報を伝える。「経験の賜物」「物事には理由がある」が口癖。
サイバーリッチ (Cyberlich)
ゾンビやロボット兵を作り出す企業「チカラ洗脳&ロボット社」（Chikara Brainwashing (And Robots) Inc.）の幹部。アンデッドのリッチのような姿をしている。「アットウテキ」が口癖。
戦闘時には、電話をかけて衛兵を次々と呼び出す。
モンゴメリー (Montgomery)
村にモンスターを送り込む悪行を企てるポリゴン教団（Polygon）の副官を務める神父。普段は人間のようだが、その正体はトカゲのような姿をしている。
戦闘では、召喚された敵を全て倒すパートと、召喚されたクリスタルを10回の移動で全て破壊するパートを複数回行う。
カアサン (Mother)
キムの母親。長く平和が続く村から街へ行きたいという憧れの気持ちを教団に付け込まれて洗脳され、教団の最高指導者としてキムと対決することになる。
戦闘では、召喚された敵を全て倒すパート、召喚された時限爆弾が全て爆発するまでの生存を目指すパート、召喚されたスイッチを10回の移動で全て押すパートの3つを複数回行う。

## 開発
本作は当初からモバイル向けを想定しており、シンプル操作のゲームのアイデアを練ることから企画が始まった。まず、グリッドが書かれた紙を用いながらキャラクターをスライドさせて動かす2人用ボードゲームのメカニズムを考え、これをもとに、7x13のマス上でスライドパズルのように制御しターンベースで移動と攻撃を行う3対3の戦術ゲームのプロトタイプソフトを制作した。システム内容は、1体につき5回移動し移動の間にメニュー画面から攻撃を選択するということを3体分繰り返すというものだったが、モバイルの操作としては複雑すぎると感じたため、ゲームプレイ全体の単純化が行われた。3体は多すぎるので1体にする、5回の移動を1回にする、移動と攻撃をスライディングのメカニズムとして共有する、といった案に基づき新たなビルドを作成したが、ここで、これはもはや通常のターンベースのゲームではないと気づき、コンセプトを変更することになった。
キャラクターの動きが忍者のようだったことから東洋的な雰囲気が採用されたが、日本や中国など特定の地域に限定せず様々なアジアの美学を取り入れた独自のスタイルとなっている。一方で、開発陣は日本の文化がチームに影響を与えていると語っており、キャラクターのイメージについて、キムは「キュートで不気味」との印象を持っているというBABYMETALに、オババは（性別は異なるが）アメリカ映画『ベスト・キッド』に登場する空手師範の日系人ミヤギに触発され、アートについては宮崎駿監督映画の影響があるとしている。

## 評価
- BIG Festival AWARDS 2017 「Best Brazilian Game」ノミネート[10]
- SBGames Curitiba 2017「Melhor Design（ベストデザイン）」ノミネート[11]